# Деев, Иван Семёнович
Князь Иван Семёнович Деев — сын боярский, объезжий голова и воевода во времена правления Ивана IV Васильевича Грозного, Фёдора Ивановича, Бориса Годунова, Смутное время и правление Михаила Фёдоровича.
Из княжеского рода Деевых — ветви ярославских князей. Старший сын князя Семёна Юрьевича Деева. Имел младшего брата, князя Фёдора Семёновича.

## Биография
В 1564 и 1570 годах упоминается послухом в грамотах данных Вельяминовыми Костромскому Ипатьевскому монастырю. В 1585-1603 годах выборный дворянин по Дорогобужу. В 1592 году объезчик в Москве в Деревянном городе для охранения от пожаров. В мае 1597 года первый объезчик в Кремле для вынимания корчмов (сбор пошлин с питейных заведений) и от пожаров. В 1598 году, во время государева похода в Серпухов против Казы-Гирея Боры, оставлен на случай осады первым объездчиком в Кремле. В 1600 году второй объезчик в новом Царёве-белокаменном городе (Китай город), для охранения от пожаров. В 1601 году отправлен на службу в Торопец. В этом же году находился в опале, с приказом сослать в Тобольск, но вскоре был помилован. В 1602 году воевода в Михайлове и сходный воевода Передового полка окраинных войск. В 1603 году вновь на службе в Торопце. В 1606 году опять объезчик в Белокаменном городе в Москве от пожаров. В сентябре 1611 года послан при послах к польскому королю Сигизмунду III. В 1614 году объезчик в Москве «от пожаров и всякого бережения».

## Опала 1601 года
В 1601 году князь Иван Деев участвовал в описи имущества опального князя Ивана Васильевича Сицкого, ещё одного потомка ярославских князей. Фактически возглавлял конфискационную комиссию по делу Сицкого, выражаясь современным языком. В итоге князь Деев сам стал фигурантом сыскного дела и попал в опалу. Несколько судей и дьяков по делу Сицкого, включая Деева, были наказаны за то, что помогали заимодавцам получить деньги из арестованного имущества князя.

## Семья
От брака с неизвестной имел трёх сыновей, князей: Ивана, Давыда и Никифора Ивановичей.